# Virgil Jacomini
Virgil Victor Jacomini (Washington DC, 30 de maig de 1899 - Houston, Texas, 4 d'octubre de 1984) va ser un remer estatunidenc que va competir a començaments del segle xx.
El 1920 va prendre part en els Jocs Olímpics d'Anvers, on guanyà la medalla d'or en la competició del vuit amb timoner del programa de rem.